# Stazione di Bagnoli Irpino
La stazione di Bagnoli Irpino è una fermata ferroviaria ubicata lungo la linea Avellino-Rocchetta Sant'Antonio. Serve il centro abitato di Bagnoli Irpino ed è situata nei pressi della ex strada statale 368.

## Storia
La fermata, originariamente una stazione, venne attivata insieme alla parte centrale della ferrovia da Paternopoli a Monteverde il 27 ottobre 1895. Aveva un buon traffico passeggeri e merci, diminuito con l'avvento del trasporto su gomma. Per un breve periodo fu servita da treni speciali dalla Puglia, al fine di favorire il turismo invernale nella zona del Laceno.
Nel 1987 divenne una fermata impresenziata. Nel 2007 fu oggetto di lavori di rinnovamento. L'esercizio ferroviario sulla linea è stato sospeso il 12 dicembre 2010, quando a Bagnoli Irpino fermavano ancora 3 treni al giorno, principalmente al servizio di studenti, e riattivato a partire dal 2016 per treni turistici. Negli anni 2020, la fermata di Bagnoli Irpino torna ad essere occasionalmente servita dai treni storici di Fondazione FS Italiane, spesso in occasione di sagre ed eventi nelle località limitrofe.

## Strutture e impianti
La fermata è dotata di un binario passante dotato di marciapiede per il servizio passeggeri.
A seguito del terremoto del 1980, che sconvolse le zone dell'Irpinia, il fabbricato viaggiatori, danneggiato, venne sostituito con una struttura prefabbricata ancora oggi visibile, mentre il secondo binario, originariamente presente, venne rimosso e lo scalo merci abolito.